# Бакликов Олександр Миколайович
Олекса́ндр Микола́йович Бакликов (1964, Лебедин, Сумська область, УРСР — 15 квітня 2024, Україна) — міський голова міста Лебедин Сумської області, десантник 47-ї окремої механізованої бригади. Загинув, захищаючи Україну. Двічі мер Лебедина (2015—2020, 2020—2024) 

## Біографія
Олександр Миколайович народився 4 вересня 1964 у Лебедині на Сумщині. Працював токарем, потім учителем, а згодом — приватним підприємцем . Служив у десантних військах.
У 1992 році закінчив історичний факультет Сумського державного педагогічного університету ім. А. С. Макаренка, у 1996 - Харківський національний економічний університет . 
З 25 листопада 2015 року — голова Лебединської міської організації партії «Громадянська позиція». На момент виборів - директор МП "Альфа". 
У 2019 році закінчив Харківський регіональний інститут державного управління.  У листопаді 2020 року Бакликова переобрали мером.
У вересні 2021 року міськрада Лебедина проголосувала за дострокове припинення повноважень міського голови Лебедина Бакликова. У травні 2022 року суд поновив Бакликова на посаді міського голови Лебедина . 
13 вересня 2022 року повідомив, що мобілізувався на захист України до лав ЗСУ. Залишався мером і на час проходження служби був у відрядженні. Служив у 47-й окремій механізованій бригаді. Їдучи на авто, був оточений росіянами, по ньому відкрили вогонь з кулеметів із засідки. Він, закривши побратима, загинув на місці, побратим вижив, отримавши поранення.